# Róg Orłowski
Róg Orłowski (deutsch Rhog, 1938 bis 1945 Klein Lenkuk) ist ein kleiner Ort in der polnischen Woiwodschaft Ermland-Masuren und gehört zur Landgemeinde Wydminy (Widminnen) im Powiat Giżycki (Kreis Lötzen).

## Geographische Lage
Róg Orłowski liegt zwischen dem Jezioro Łękuk (deutsch Klein Lenkuker See) und dem Jezioro Róg (deutsch Rhog-See) in der östlichen Mitte der Woiwodschaft Ermland-Masuren, 23 Kilometer östlich der Kreisstadt Giżycko (Lötzen).

## Geschichte
Der heutige Weiler (polnisch osada) Róg Orłowski und das frühere kleine Dorf Rog (um 1785) bzw. Rhog (bis 1938) war von 1874 bis 1945 in den Amtsbezirk Orlowen (polnisch Orłowo) eingegliedert, der – 1938 umbenannt in „Amtsbezirk Adlersdorf“ – zum Kreis Lötzen im Regierungsbezirk Gumbinnen (1905 bis 1945: Regierungsbezirk Allenstein) in der preußischen Provinz Ostpreußen gehörte.
Im gleichen Zeitraum war Rhog mit den Ortschaften Gut Klein Lenkuk (polnisch Łękuk Mały) und Bahnhof Orlowen (Adlersdorf) dem Standesamt Orlowen zugeordnet.
Im Jahre 1910 waren in Rhog 117 Einwohner gemeldet. Ihre Zahl stieg bis 1933 auf 187.
Aufgrund der Bestimmungen des Versailler Vertrags stimmte die Bevölkerung im Abstimmungsgebiet Allenstein, zu dem Rhog gehörte, am 11. Juli 1920 über die weitere staatliche Zugehörigkeit zu Ostpreußen (und damit zu Deutschland) oder den Anschluss an Polen ab. In Rhog stimmten 80 Einwohner für den Verbleib bei Ostpreußen, auf Polen entfielen keine Stimmen.
Am 3. Juni (amtlich bestätigt am 16. Juli) des Jahres 1938 wurde Rhóg aus politisch-ideologischen Gründen der Abwehr fremdländisch klingender Ortsnamen in „Klein Lenkuk“ (= Name des zur Gemeinde gehörenden Gutes) umbenannt. Die Einwohnerzahl belief sich 1939 auf 177.
In Kriegsfolge kam der Ort 1945 mit dem gesamten südlichen Ostpreußen zu Polen und erhielt die polnische Namensform „Róg Orłowski“. Er wurde dem Schulzenamt (polnisch sołectwo) zugeordnet und ist somit eine Ortschaft innerhalb der Landgemeinde Wydminy (Widminnen) im Powiat Giżycki (Kreis Lötzen), vor 1998 der Woiwodschaft Suwałki, seitdem der Woiwodschaft Ermland-Masuren zugehörig.

## Kirche
Rhog / Klein Kenkuk war bis 1945 in die evangelische Kirche Orlowen in der Kirchenprovinz Ostpreußen der Kirche der Altpreußischen Union und in die katholische Pfarrkirche St. Bruno Lötzen im Bistum Ermland eingepfarrt.
Heute gehört Róg Orłowski zur evangelischen Kirchengemeinde Wydminy, einer Filialgemeinde der Pfarrei Giżycko in der Diözese Masuren der Evangelisch-Augsburgischen Kirche in Polen bzw. zur katholischen Pfarrkirche St. Kasimir in Orłowo im Bistum Ełk der Römisch-katholischen Kirche in Polen.

## Verkehr
Róg Orłowski liegt ein wenig abseits vom allgemeinen Verkehrsgeschehen und ist über eine Nebenstraße von Łękuk Mały (Klein Lenkuk) aus zu erreichen. Eine Bahnanbindung besteht nicht.